# Mimela yunnana
Mimela yunnana är en skalbaggsart som beskrevs av Ohaus 1943. Mimela yunnana ingår i släktet Mimela och familjen Rutelidae. Inga underarter finns listade i Catalogue of Life.